# Imperatriz da Liberdade
Imperatriz da Liberdade é uma escola de samba de Curitiba, PR, Brasil.
A escola foi campeã do grupo de acesso em 2016, sendo promovida para o grupo principal do Carnaval de Curitiba.
Como em 2017 não houve desfile competitivo, apenas em 2018 a agremiação estreou no grupo principal, obtendo a terceira colocação, até então, sua melhor classificação.